# Migdalej Ne'eman

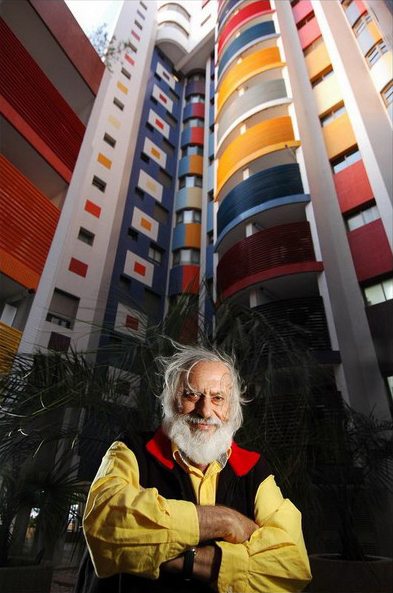
Umělec Ja'akov Agam a jím ztvárněná zástavba ve čtvrti Migdalej Ne'eman

Migdalej Ne'eman (hebrejsky: מגדלי נאמן, doslova Věže věrných), je čtvrť v severozápadní části Tel Avivu v Izraeli. Je součástí správního obvodu Rova 1 a samosprávné jednotky Rova Cafon Ma'arav.

## Geografie
Leží na severním okraji Tel Avivu, necelý kilometr od pobřeží Středozemního moře a cca 4,5 kilometru severně od řeky Jarkon, v nadmořské výšce okolo 20 metrů. Dopravní osou je dálnice číslo 2 (Derech Namir), která prochází nedaleko od východního okraje. Leží mimo souvisle zastavěné území města a tvoří tak zatím enklávu zástavby obklopenou zbytky původní volné krajiny písečných dun na pobřeží. Pouze na jihu leží obytný soubor Azorej Chen.

## Popis čtvrti
Jde o věžový komplex obytných luxusních budov postavený počátkem 21. století. Na ztvárnění obytného souboru se podílel umělec Ja'akov Agam. Komplex nabízí bydlení hotelového typu s celodenním provozem recepce a ostrahou. V prvních dvou etapách zde bylo zřízeno 200 bytů. V roce 2005 bylo oznámeno že developer hodlá areál rozšířit ve 3. fázi o další dvě výškové budovy o 11 podlažích se 132 byty. Mělo jít o poslední a konečnou etapu tohoto bytového projektu. Architekty měli být Nisan Kana'an a Gil Šenhav. Dokončení se plánovalo na rok 2007. Předpokládalo se, že půjde o jednu z nejdražších čtvrtí ve městě.